# Abdulah Ibraković
Abdulah Ibraković (* 22. Februar 1970 in Doboj) ist ein bosnischer Fußballtrainer.

## Karriere
Seine Trainerkarriere startete Ibraković im Oktober 2008, als er Trainer des Erstligisten FK Velež Mostar wurde. Mostar trainierte er bis Mai 2010. Zur Saison 2010/11 verpflichtete ihn der NK Čelik Zenica. Nach Platz 10 in der Tabelle in jener Saison musste er Zenica wieder verlassen. 2012 wurde er kurzzeitig Trainer des FK Sloboda Tuzla.
Von August 2013 bis September 2015 war er Sportdirektor des FK Sarajevo. Zur Saison 2016/17 wurde Ibraković Trainer des österreichischen Zweitligisten Kapfenberger SV. Im Mai 2017 trennten sich die Steirer von Ibraković. Von Oktober 2019 bis März 2020 trainierte er in Saudi-Arabien den Zweitligisten Hetten FC.
Zur Saison 2020/21 wurde er ein zweites Mal Trainer von Kapfenberg. In der Saison 2020/21 erreichte er mit den Steirern den zehnten Tabellenrang. Im November 2021 verließ Ibraković die KSV und wechselte in den Kosovo zum FC Prishtina. Im Mai 2022 trennten sich die Kosovaren wieder vom Bosnier.
Im Oktober 2022 übernahm Ibraković zum dritten Mal die Kapfenberger SV. Den Verein hatte er als Tabellenletzter übernommen, Kapfenberg hielt aber nach einem grandiosen Frühjahr mit nur drei Niederlagen dennoch die Klasse. In der Saison 2023/24 startete das Team solide, gewann aber nach dem Jahreswechsel nur noch ein Spiel, woraufhin Ibraković im April 2024 entlassen wurde; Kapfenberg lag zu diesem Zeitpunkt auf dem 13. Platz, knapp vor den Abstiegsrängen.